# Heterixalus carbonei
Heterixalus carbonei es una especie de anfibios de la familia Hyperoliidae.
Es endémica de Madagascar.
Su hábitat natural incluye bosques tropicales o subtropicales secos, bosques tropicales o subtropicales secos y a baja altitud, marismas de agua dulce y corrientes intermitentes de agua dulce.
Está amenazada de extinción por la pérdida de su hábitat natural.